# Turbo Core
Turbo Core es una tecnología que está incorporada en los procesadores AMD Phenom II X6, utilizada para la administración dinámica de la frecuencia de funcionamiento en los procesadores de 6 núcleos.

## Fase de activación
Esta característica se activa cuando 3 o más núcleos se encuentran en estado ocioso. La frecuencia de estos 6 núcleos se reduce a 800 MHz, el voltaje del chip se incrementa, y los 3 núcleos que están activos elevan su frecuencia. Dicho aumento puede ser de hasta 500 MHz, el cual varía según los distintos modelos de procesadores.